# Partecipanti al Tour de France 1913
Qui di seguito viene riportato l'elenco dei partecipanti al Tour de France 1913.

## Corridori per squadra
Nota: R ritirato, NP non partito, FT fuori tempo massimo, S squalificato
| La Française-Diamant    | La Française-Diamant    | La Française-Diamant    | Armor-Soly | Armor-Soly             | Armor-Soly | Isolati | Isolati              | Isolati |
| ----------------------- | ----------------------- | ----------------------- | ---------- | ---------------------- | ---------- | ------- | -------------------- | ------- |
| 1                       | Émile Georget           | R 4ª                    | 49         | Léon Scieur            | R 7ª       | 149     | Émile Lachaise       | R 6ª    |
| 2                       | Charles Crupelandt      | R 3ª                    | 50         | Pierre-Joseph Heusghem | R 7ª       | 150     | Auguste Spelle       | R 5ª    |
| 3                       | Octave Lapize           | R 3ª                    | Labor-Soly | Labor-Soly             | Labor-Soly | 151     | Jules Deloffre       | 12º     |
| 4                       | Paul Duboc              | R 4ª                    | 51         | Henri Devroye          | R 7ª       | 152     | Peter Böhm           | R 7ª    |
| 5                       | Maurice Brocco          | R 3ª                    | 52         | Jacques Coomans        | R 7ª       | 153     | Joanny Panel         | R 4ª    |
| 6                       | Charles Cruchon         | R 3ª                    | Isolati    | Isolati                | Isolati    | 154     | Louis Verbaecken     | R 4ª    |
| 7                       | Arthur Maertens         | R 4ª                    | 101        | Marcel Billion         | R 3ª       | 155     | Charles Privas       | R 1ª    |
| 8                       | Pierre Vandevelde       | R 3ª                    | 102        | René Balndet           | R 6ª       | 157     | Auguste Rossignol    | R 2ª    |
| Peugeot-Wolber          | Peugeot-Wolber          | Peugeot-Wolber          | 103        | Roger Rivière          | R 6ª       | 158     | André Renard         | R 2ª    |
| 9                       | François Faber          | 5º                      | 104        | Luigi Gorret           | R 1ª       | 159     | Camille Mathieu      | R 13ª   |
| 10                      | Jean Alavoine           | 19º                     | 105        | Léon Bonnery           | R 1ª       | 161     | Eugène Monnarat      | R 4ª    |
| 11                      | Eugène Christophe       | 7º                      | 106        | François Chevalier     | R 6ª       | 162     | Louis Moliere        | R 1ª    |
| 12                      | Marcel Buysse           | 3º                      | 107        | Henri Alavoine         | 25º        | 163     | Auguste Pierron      | R 2ª    |
| 13                      | Paul Hostein            | 17º                     | 108        | Alfred Niklaus         | R 1ª       | 164     | Henry Fontaine       | R 7ª    |
| 14                      | Gustave Garrigou        | 2º                      | 109        | Henri Timmermann       | R 2ª       | 165     | Yves Quideau         | R 1ª    |
| 15                      | Philippe Thys           | 1º                      | 110        | Albert Cartigny        | R 1ª       | 166     | Albert Chiarena      | R 1ª    |
| 16                      | Emile Engel             | 10º                     | 111        | Albert Nouchet         | R 3ª       | 167     | Maurice Rossi        | R 1ª    |
| Automoto-Continental    | Automoto-Continental    | Automoto-Continental    | 113        | Maurice Leliaert       | 18º        | 168     | Pierre Delplace      | R 2ª    |
| 17                      | Lucien Mazan            | R 14ª                   | 114        | Ernest Berthet         | R 1ª       | 169     | Camillo Bertarelli   | 8º      |
| 18                      | Georges Passerieu       | R 2ª                    | 115        | Georges Oudin          | R 4ª       | 170     | Henri Murat          | R 1ª    |
| 19                      | Paul Deman              | 14º                     | 116        | Vincent D'Hulst        | 15º        | 171     | Marcel Allain        | R 1ª    |
| 20                      | Maurice Leturgie        | R 5ª                    | 117        | François Bertrand      | R 1ª       | 172     | Gaston Neboux        | R 6ª    |
| 21                      | Victor Doms             | R 3ª                    | 118        | Fernand Pin            | R 4ª       | 173     | Philippe Alary       | R 1ª    |
| 22                      | Constant Niedergang     | R 3ª                    | 119        | Louis Gabba            | R 4ª       | 174     | Camille Botte        | R 10ª   |
| 23                      | Charles Charron         | R 6ª                    | 120        | René Barret            | R 1ª       | 175     | Giuseppe Contesini   | 20º     |
| 24                      | Constant Menager        | R 3ª                    | 121        | Albert Macon           | R 2ª       | 176     | Joseph Chanteperdrix | R 4ª    |
| Alcyon-Soly             | Alcyon-Soly             | Alcyon-Soly             | 122        | Christian Christensen  | R 13ª      | 178     | Adolphe Dorion       | R 3ª    |
| 25                      | Odiel Defraye           | R 6ª                    | 123        | Marcel Rottie          | R 6ª       | 180     | Eugène Leroy         | R 1ª    |
| 26                      | René Vandenberghe       | R 7ª                    | 124        | Émile Bouhours         | R 1ª       | 183     | Perrig Quéméneur     | R 1ª    |
| 27                      | Henri Pélissier         | R 6ª                    | 125        | Augustinn Ringeval     | R 2ª       | 184     | Lucien Cornu         | R 1ª    |
| 28                      | Louis Heusghem          | R 7ª                    | 126        | Marcel Lallement       | R 1ª       | 185     | Georges Devilly      | R 2ª    |
| 29                      | Jean Rossius            | R 7ª                    | 127        | Alain Andrin           | R 1ª       | 186     | Henri Severin        | R 1ª    |
| 30                      | Louis Mottiat           | R 7ª                    | 128        | Louis Colsaet          | 21º        | 187     | Gustave Verbeken     | R 4ª    |
| 31                      | Jules Masselis          | R 7ª                    | 129        | Luc De Smet            | 22º        | 190     | Emile Druz           | R 10ª   |
| 32                      | Émile Masson            | R 4ª                    | 130        | André Batilly          | R 1ª       | 191     | Henri Leclerc        | R 1ª    |
| Liberator-Hutchinson    | Liberator-Hutchinson    | Liberator-Hutchinson    | 131        | Lucien Leman           | R 3ª       | 193     | Jean Bouillet        | R 4ª    |
| 33                      | Alfred Depaux           | R 4ª                    | 133        | Charles Dumont         | 23º        | 194     | Pierre Everaert      | R 10ª   |
| 34                      | Henri Hanlet            | R 4ª                    | 134        | Ernest Tobler          | R 6ª       | 195     | Joseph Verdickt      | R 1ª    |
| 35                      | Marcel Godivier         | R 4ª                    | 135        | Michel Franc           | R 1ª       | 196     | José Samyn           | R 13ª   |
| 36                      | Alfons Lauwers          | R 4ª                    | 136        | Louis Flamand          | R 4ª       | 198     | Maurice Dartigue     | R 6ª    |
| Griffon-Continental     | Griffon-Continental     | Griffon-Continental     | 137        | G. Decoster            | R 4ª       | 199     | Louis Petitjean      | 16º     |
| 37                      | Claudio Michelotto      | R 3ª                    | 140        | Maurice Borel          | R 6ª       | 200     | Jos Zorloni          | R 3ª    |
| 38                      | Firmin Lambot           | 4º                      | 142        | Henri Menager          | R 4ª       | 203     | Antoine Wattelier    | R 1ª    |
| 39                      | Angelo Gremo            | R 3ª                    | 143        | Celidonio Morini       | 24º        | 205     | Jules Sales          | R 3ª    |
| 40                      | Félicien Salmon         | R 4ª                    | 145        | Paul Lepine            | R 3ª       | 207     | Eugène Platteau      | R 1ª    |
| J.B. Louvet-Continental | J.B. Louvet-Continental | J.B. Louvet-Continental | 146        | Louis Villemus         | R 2ª       | 208     | Henri Van Lerberghe  | R 7ª    |
| 41                      | Joseph Van Daele        | 9º                      | 147        | Ali Neffati            | R 4ª       | 209     | Albert Dupont        | R 4ª    |
| 42                      | Alfons Spiessens        | 6º                      | 148        | Louis Ferrault         | R 1ª       |         |                      |         |
| 44                      | Pierino Albini          | R 6ª                    |            |                        |            |         |                      |         |
| 45                      | Clemente Canepari       | 13º                     |            |                        |            |         |                      |         |
| 46                      | Eberardo Pavesi         | R 6ª                    |            |                        |            |         |                      |         |
| 47                      | Louis Trousselier       | 11º                     |            |                        |            |         |                      |         |
| 48                      | René Guenot             | R 6ª                    |            |                        |            |         |                      |         |